# Галлаты
Галлаты — неорганические соединения, 
содержащие гидроксогаллат-анионы с формулой [Ga(OH)n]3-n, а также их безводные варианты.

## Получение
- Растворение гидроксида галлия в щелочных растворах:

{\displaystyle {\mathsf {Ga(OH)_{3}+NaOH\ {\xrightarrow {}}\ Na[Ga(OH)_{4}]}}}
- Реакция с гидроксидами щелочноземельных металлов:

{\displaystyle {\mathsf {2Ga(OH)_{3}+3Ca(OH)_{2}\ {\xrightarrow {}}\ Ca_{3}[Ga(OH)_{6}]_{2}}}}
- При прокаливании гидроксогаллатов получают метагаллаты:

{\displaystyle {\mathsf {K[Ga(OH)_{4}]\ {\xrightarrow {T}}\ KGaO_{2}+2H_{2}O}}}
и ортогаллаты:
{\displaystyle {\mathsf {Ca_{3}[Ga(OH)_{6}]_{2}\ {\xrightarrow {T}}\ Ca_{3}(GaO_{3})_{2}+6H_{2}O}}}
- Получены галлаты более сложного состава, например LiGa5O8, Na2Ga12O19, Li5GaO4, Ln3Ga5O12, Ln4Ga2O9.

## Применение
- Метагаллаты магния и некоторых тяжелых металлов обладают полупроводниковыми свойствами.